# Động Núi Niệm
Động Núi Niệm là động trong dãy núi ở làng Chùa xã Phú Thành huyện Lạc Thủy tỉnh Hòa Bình, Việt Nam 
Động Núi Niệm thuộc dạng karst trong dãy núi đá vôi bên dòng sông Bôi. Động được Bộ Văn hóa, Thể thao và Du lịch xếp hạng là di tích quốc gia tại quyết định số 2835/QĐ-BVHTTDL ngày 20/08/2013.

## Giới thiệu
Quần thể hang động núi Niệm gồm 3 di tích liền kề nhau, gồm: di tích lịch sử văn hóa đền Niệm, di tích thắng cảnh động Thông Linh, di tích khảo cổ học mái đá Niệm.
Đền Niệm có từ lâu đời, khởi nguyên là một ngôi đền nhỏ dưới chân núi Niệm, trong hang đặt một ban thờ nhỏ. Hiện nay, kiến trúc của đền đã hoàn thiện cơ bản, có tam quan, nhà sắp lễ và phát triển diện tích nhà tiền tế rộng hơn để phục vụ nhân dân. Đền thờ tam vị Chúa Mường, mẫu Thượng Ngàn, mẫu Thượng Thiên.

## Vị trí
Động Núi Niệm ở cách thị trấn Chi Nê 20°29′30″B 105°46′39″Đ / 20,491602°B 105,777536°Đ cỡ 7 km đường thẳng hướng tây bắc. Từ thị trấn đi theo quốc lộ 21A đến làng An Thịnh xã Phú Thành thì rẽ trái đi hướng tây nam cỡ 3 km đường liên xã.
Nếu từ vùng phía bắc xã Phú Thành thì theo quốc lộ 21A hướng đông nam đến xã này, từ đó đến động.